# Bottnaryd
Bottnaryd es una localidad situada en municipio de Jönköping, provincia de Jönköping, Suecia, con 810 habitantes en 2020. 

## Demografía
| Gráfica de evolución de Bottnaryd entre 1950 y 2020 |
|                                                     |

## Pino gigante
Con unos 600 años de edad, 27 m de altura y 4,4 m de circunferencia, la localidad conserva uno de los pinos gigantes más longevos de Suecia. Se halla entre un viejo puente de piedra cubierto de hierba y una moderna autopista, por donde el tráfico pasa rápidamente. En Klerefors hay nada menos que tres generaciones de puentes. Aquí la carretera de Jönköping pasa por Älgån, que es uno de los afluentes de Nissan. Los alces en Klerebo forman un torrente, Klerefors. El entorno presenta valores naturales en un pequeño paisaje agrícola montañoso con una fina flora de pradera. En los claros de los campos y en los bordes de las carreteras en lugares más secos se pueden encontrar pastos, juncos, avena de pradera, lino virgen y en terrenos más sanos crecen raíces de cedro, maleza y juncos.